# Fogg Museum
Fogg Museum – muzeum sztuki w Cambridge, w stanie Massachusetts, założone w 1895 roku. Razem z dwoma innymi muzeami, Busch-Reisinger Museum i Arthur M. Sackler Museum, tworzy zespół muzeów Uniwersytetu Harvarda, znany jako Harvard Art Museums. Jest najstarszym muzeum sztuki Uniwersytetu Harvarda. Posiada w swych zbiorach dzieła sztuki europejskiej i amerykańskiej począwszy od średniowiecza do współczesności.
W 1986 roku budynek muzeum (wówczas jako Fogg Art Museum), zaprojektowany przez biuro architektoniczne Coolidge, Shepley, Bulfinch & Abbott, został wpisany na listę National Register of Historic Places pod nr #86001282.

## Historia

### XIX–XX wiek
Początki Fogg Art Museum związane są z osobą handlowca z Maine, Williama Hayesa Fogga i jego żony Elisabeth. Oboje byli kolekcjonerami sztuki azjatyckiej. Kiedy Fogg zmarł w 1884 roku, wdowa po nim przekazała w 1891 roku jego spuściznę jako zapis na rzecz Uniwersytetu Harvarda. Zapis stanowiła kolekcja sztuki azjatyckiej oraz suma w wysokości 200 000 dolarów. Koncepcja Muzeum im. Fogga pochodziła przypuszczalnie od Williama M. Pricharda, który ukończył Harvard w 1833 roku. Podczas praktyki prawnej w Nowym Jorku złożył pewne propozycje Elisabeth Fogg, które doprowadziły do sporządzenia zapisu. Sam Prichard zapisał Uniwersytetowi Harvarda pewną sumę pieniędzy, która w całości miała być wykorzystana na zakup dzieł sztuki. W listopadzie 1892 roku Corporation of Harvard wyznaczyła jako miejsce pod przyszłe muzeum plac w College Yard, wychodzący na Cambridge Street.

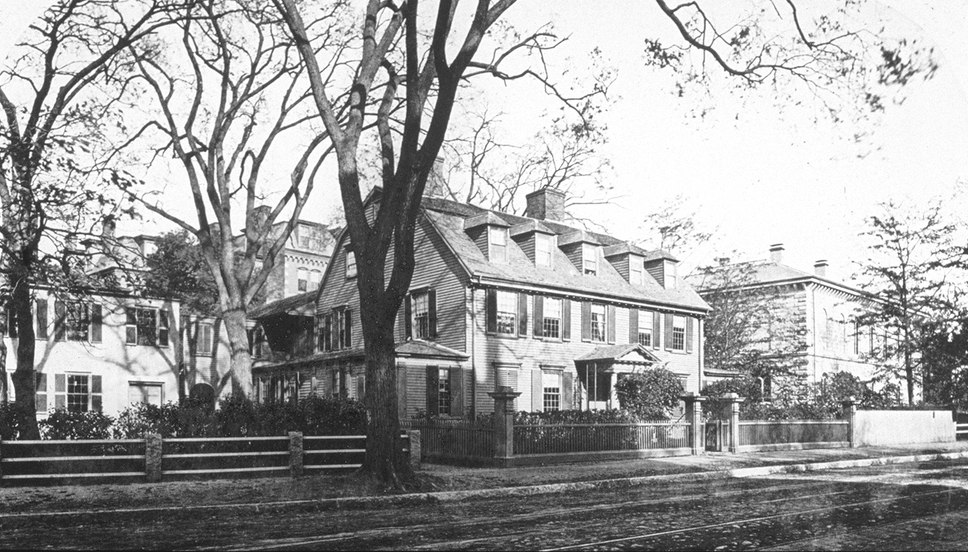
Fogg Art Museum (1895)

Projekt muzeum wykonał nowojorski architekt Richard Morris Hunt. Na jesieni 1895 roku budynek został otwarty dla publiczności. Początkowo jego zbiory były niewielkie; składały się na nie odlewy i fotografie oraz niewielka kolekcja obrazów i osobliwości. Jednak już pierwszym roku istnienia muzeum zaczęły w jego zbiorach pojawiać się oryginalne dzieła sztuki. Zbiory z biegiem lat rosły a budynek muzeum stawał się coraz bardziej niewystarczający. Latem 1912 roku, dzięki hojności Alfreda A. Pope’a, przebudowano parter, aby uzyskać dodatkowe miejsce dla celów wystawowych. W następnym roku, dzięki hojności wielu przyjaciół muzeum, przebudowano piętro budynku. Szybko powiększające się zbiory sprawiły jednak, że z czasem budynek znów okazał się za ciasny.
W 1927 roku muzeum przeniosło się do obecnego budynku przy 32 Quincy Street, zaprojektowanego w stylu Colonial Revival przez biuro architektoniczne Coolidge, Shepley, Bulfinch & Abbott.

### XXI wiek
W 2006 roku postanowiono poddać budynek muzeum zasadniczej przebudowie, która była podyktowana nie tylko względami modernizacyjnymi, ale miała na celu podkreślenie roli muzeum w społeczeństwie i w Uniwersytecie Harvarda. Projekt modernizacji wykonał włoski architekt Renzo Piano, a zakończenie prac przewidziano na jesień 2014 roku. Trzy muzea sztuki Uniwersytetu Harvarda: Fogg Museum, Busch-Reisinger Museum (z 1903 roku) i Arthur M. Sackler Museum (z 1985 roku) zostaną połączone w jedną, zmodernizowaną placówkę, Harvard Art Museums (Muzea Sztuk Pięknych Uniwersytetu Harvarda), mieszczącą się na obecnym terenie Fogg Museum przy Quincy Street 32. Centralnym punktem nowego założenia będzie odrestaurowany zabytkowy dziedziniec muzeum. Postanowiono przy tym wyburzyć wszystkie dodatki zbudowane po roku 1925. W skład nowego kompleksu wejdzie odrestaurowany, zabytkowy budynek Fogg Museum z lat 20., natomiast od strony wschodniej, wzdłuż Prescott Street powstanie nowa konstrukcja, która pod przeszklonym dachem połączy trzy obecne muzea zapewniając zarazem naturalne i kontrolowane oświetlenie galerii, ośrodków badawczych i dziedzińca. Nowy budynek o powierzchni około 18 500 m² będzie miał pięć kondygnacji naziemnych i trzy pod ziemią, znajdą się w nim poza galeriami kawiarnia, magazyn muzealny, rozbudowane centrum studiów artystycznych, teatr na 300 miejsc, sale wykładowe i galerie edukacyjne. Do budynku będą prowadziły dwa wejścia, pierwsze, pierwotne od strony kampusu uniwersyteckiego, a drugie od strony Prescott Street, przeznaczone dla lokalnej społeczności. Przeszklone powierzchnie wewnętrznego dziedzińca umożliwią zwiedzającym orientację w środku założenia. Od strony północnej, poza główną przestrzenią galerii przewidziano ogród zimowy. Jego konstrukcja oraz przeszklone fasady przestrzeni wystawienniczej na pierwszym piętrze umożliwią widok na muzeum od strony ulicy zapewniając zarazem kontrolowany dopływ światła dziennego do wnętrza budynku.

## Zbiory
Muzeum posiada w swych zbiorach dzieła sztuki europejskiej i amerykańskiej (malarstwo, grafika, rysunki, rzeźba, fotografia, rzemiosło dekoracyjne) począwszy od średniowiecza do współczesności. Dział sztuki amerykańskiej w muzeum obejmuje Harvard University Portrait Collection, na który składa się 1200 obrazów, rysunków i rzeźb, znajdujących się w różnych miejscach uniwersyteckiego kampusu. W zbiorach znajdują się prace tak znanych artystów jak John Singer Sargent, Georgia O’Keeffe i John Singleton Copley.

### Maurice Wertheim Collection
Wiele znanych arcydzieł francuskich impresjonistów i postimpresjonistów stanowi część Maurice Wertheim Collection, w tym Martwa natura z jabłkami, gruszką i ceramicznym dzbankiem-portretem Paula Gauguina (1889). Reprezentowane są również obrazy innych artystów, takich jak Edgar Degas, Édouard Manet, Paul Cézanne, Vincent van Gogh, Henri Matisse i Pablo Picasso.

### Grenville L. Winthrop Collection
Centralną część zbiorów Muzeum im. Fogga stanowi Grenville L. Winthrop Collection, która zawiera ponad 4000 dzieł sztuki, w tym kilka ważnych XIX-wiecznych rzeźb, rysunki i obrazy takich artystów jak William Blake, Winslow Homer, Auguste Rodin, Edward Burne-Jones, Honoré Daumier, Jacques-Louis David, John Singer Sargent, James McNeill Whistler, Jean-Auguste-Dominique Ingres i Henri de Toulouse-Lautrec. Kolekcja służy jako podstawa dla programów szkolenia zawodowego, badań naukowych i nauczania i ma kluczowe znaczenie w kształtowaniu spuścizny Harvard Art Museums.

#### Malarstwo europejskie

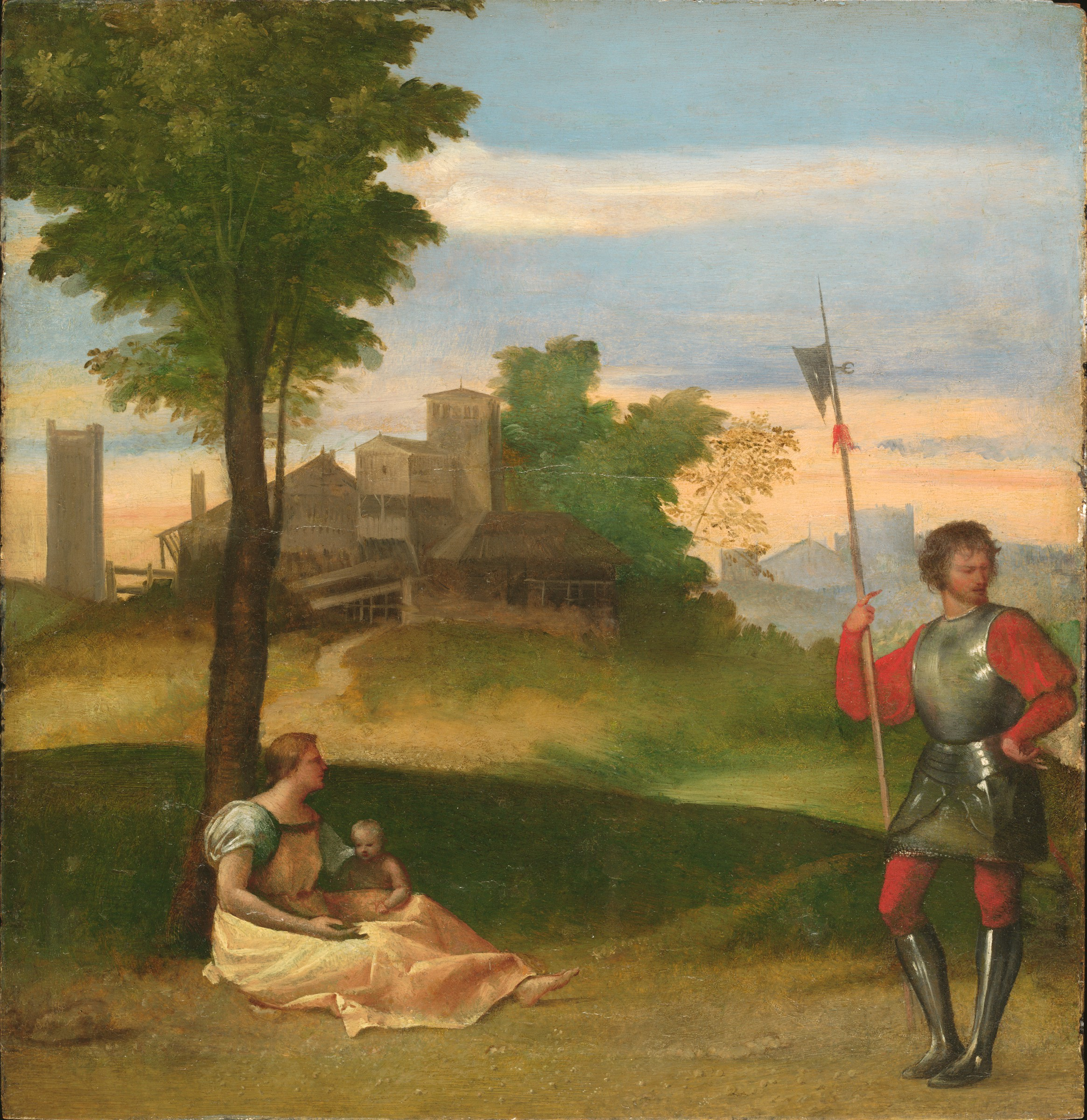
Tycjan, Wiejska idylla, 1507–1508
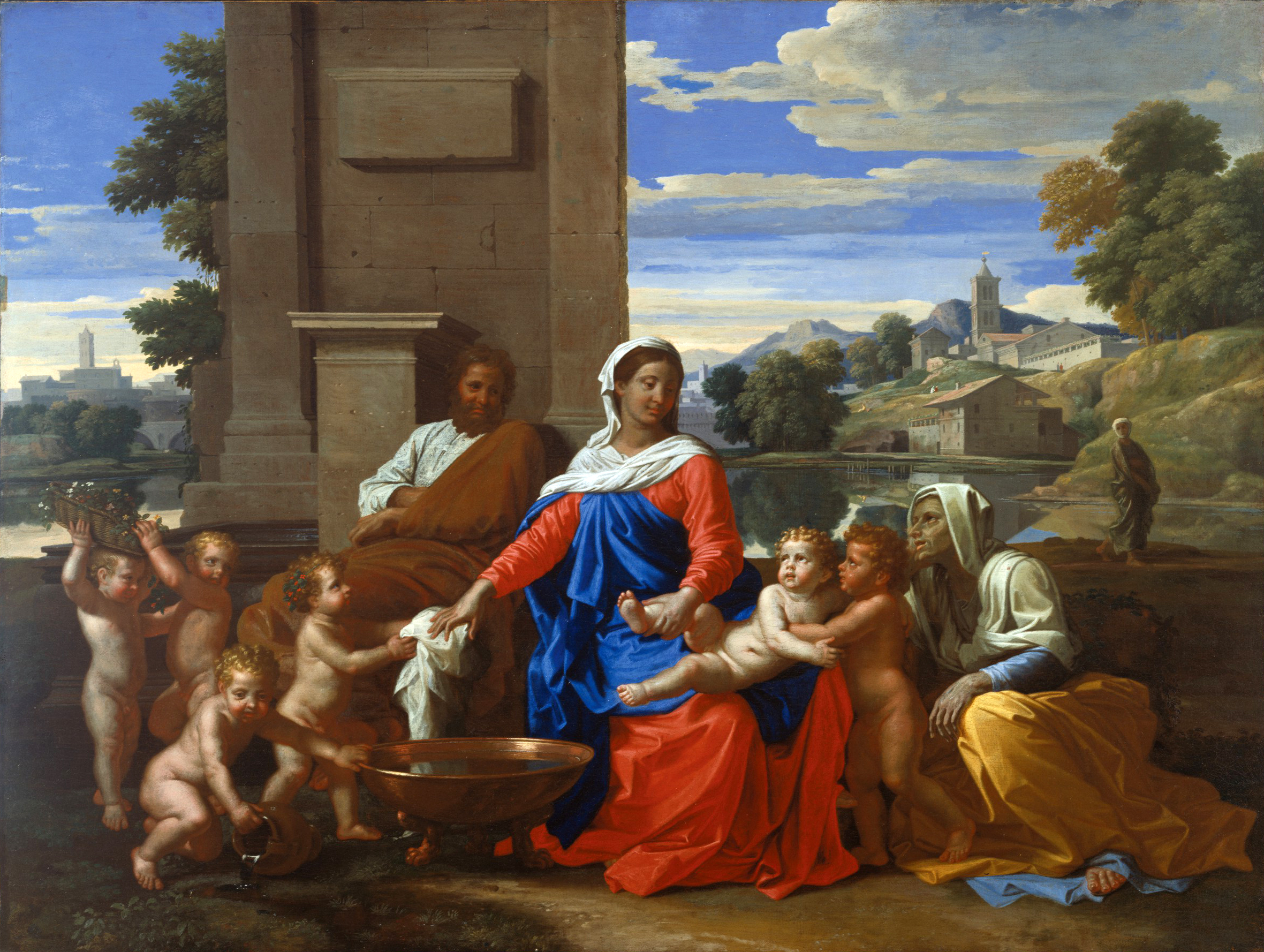
Nicolas Poussin, Święta Rodzina, 1645-1650
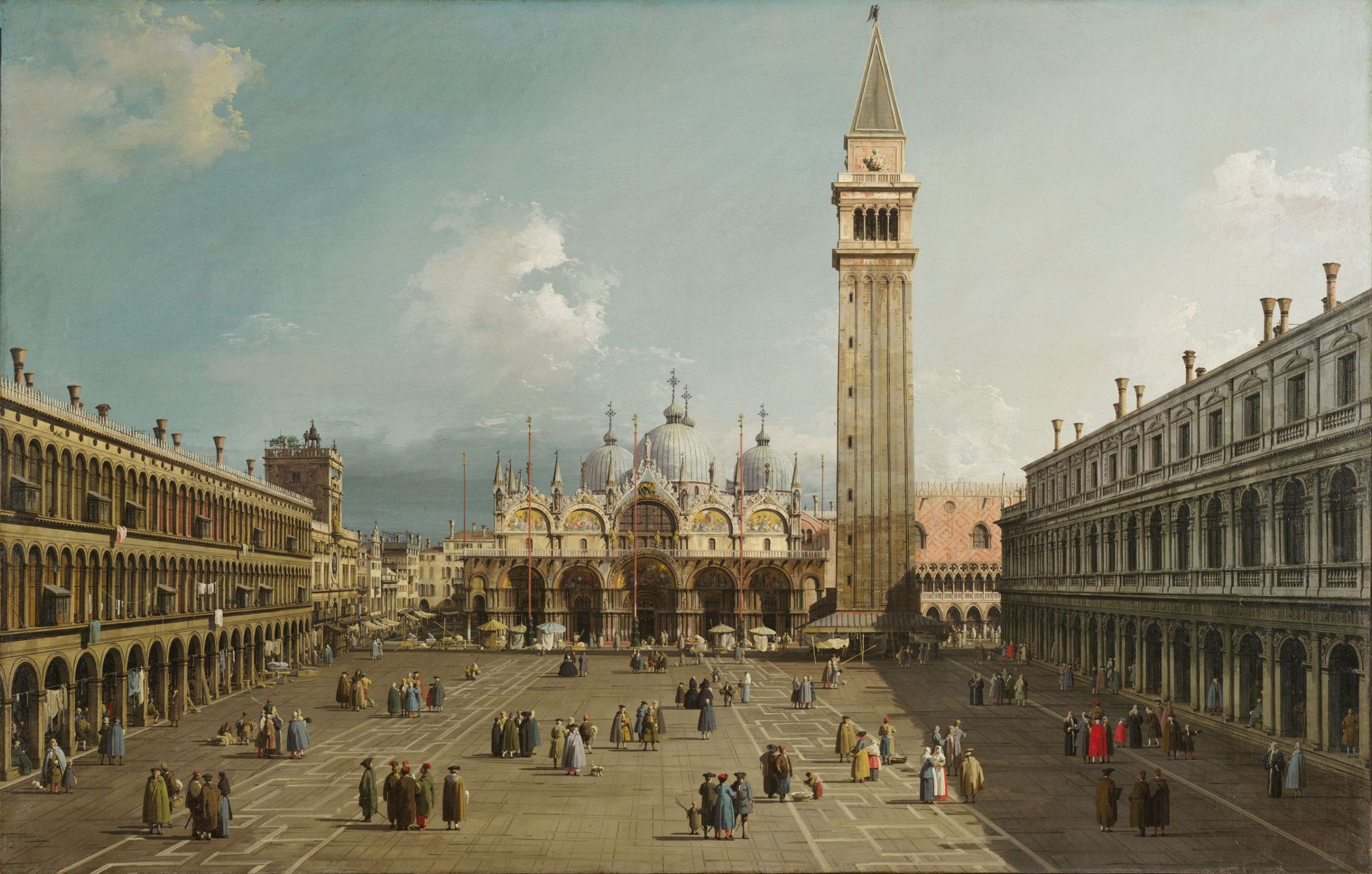
Canaletto, Plac św. Marka w Wenecji, ok. 1730–1735
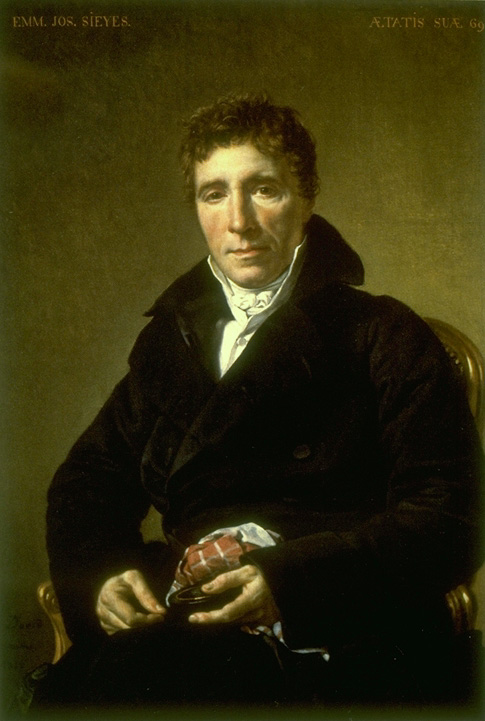
Jacques-Louis David, Emmanuel Joseph Sieyès, 1817
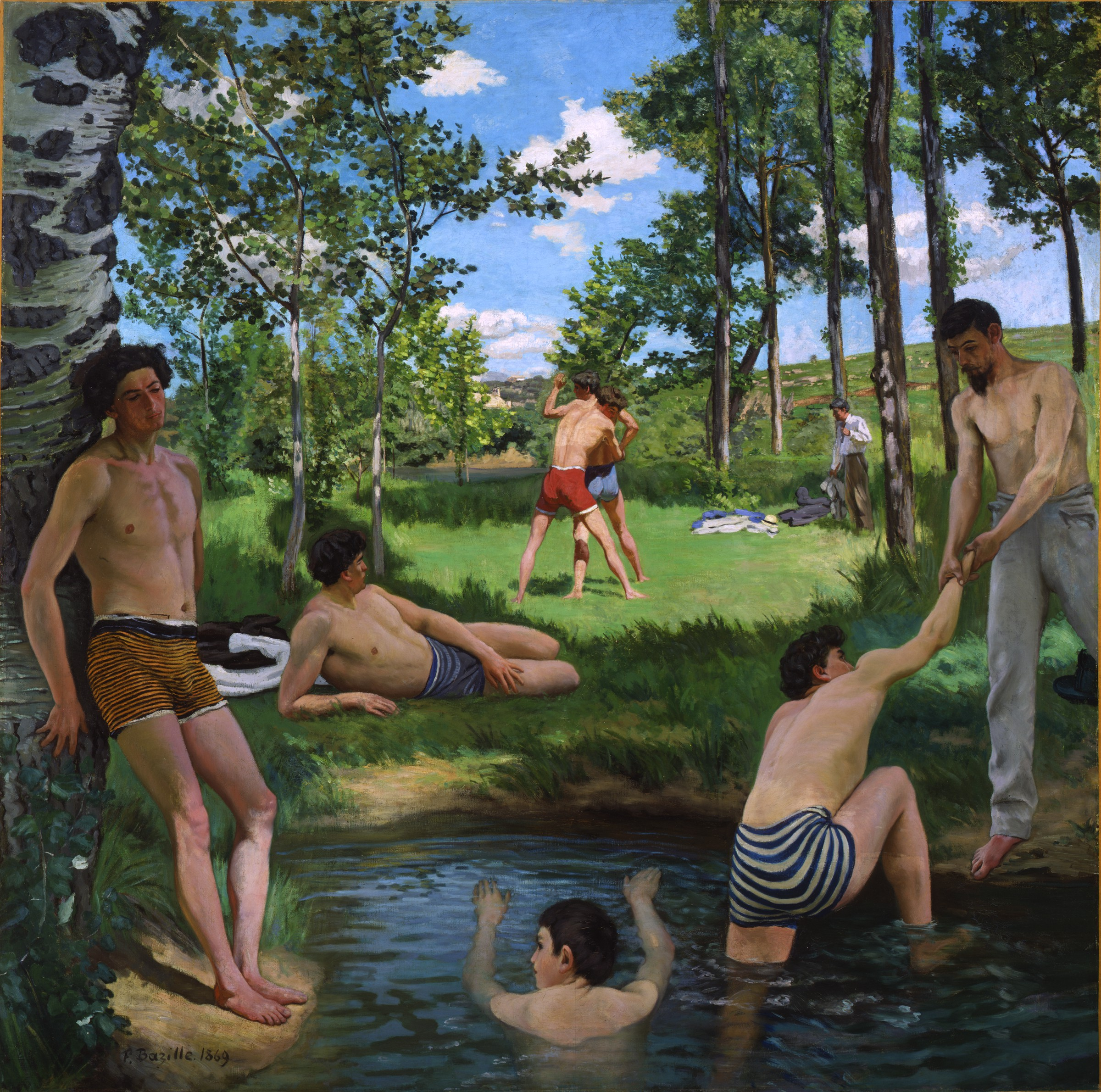
Frédéric Bazille, Letnia scena, 1869
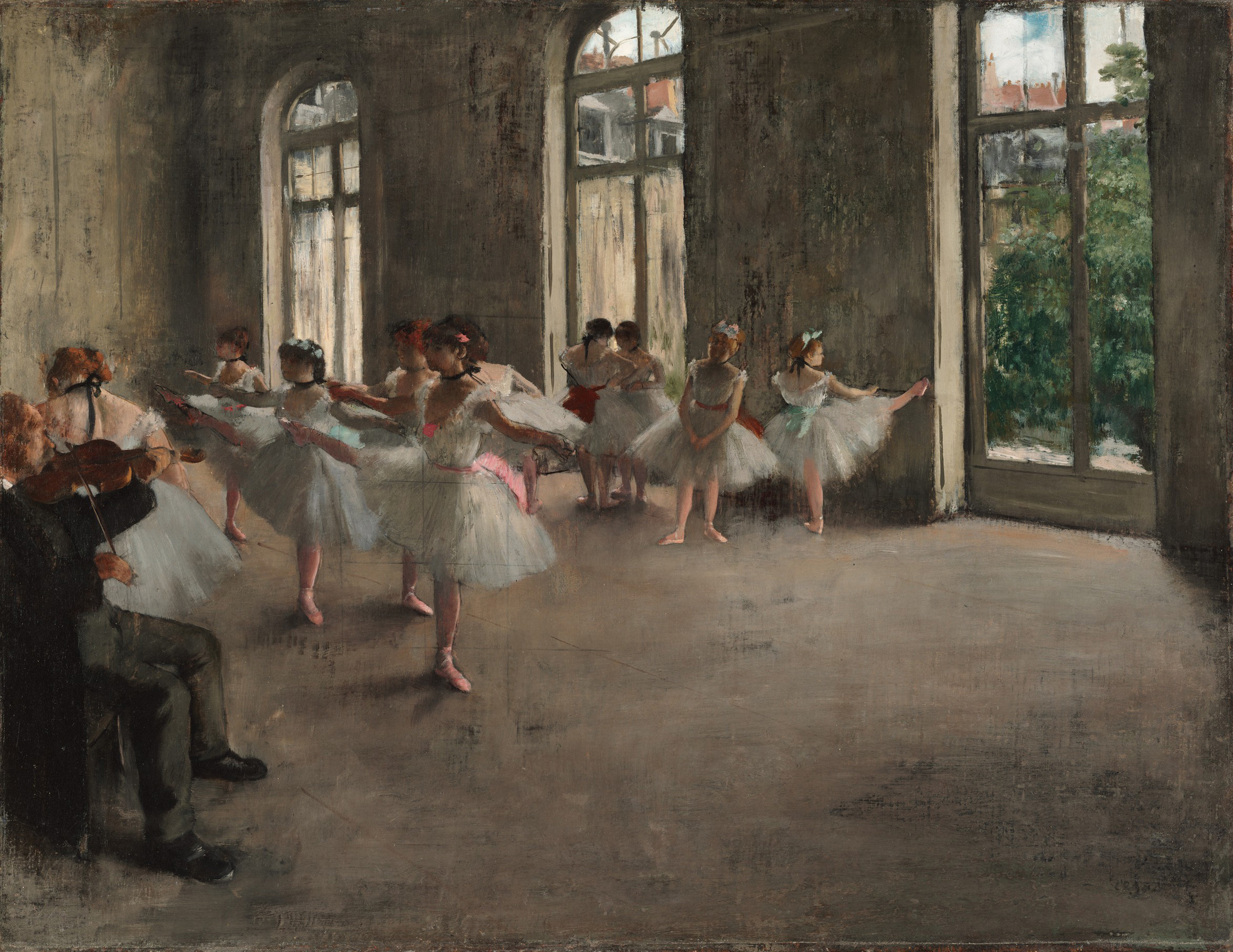
Edgar Degas, Próba, 1873
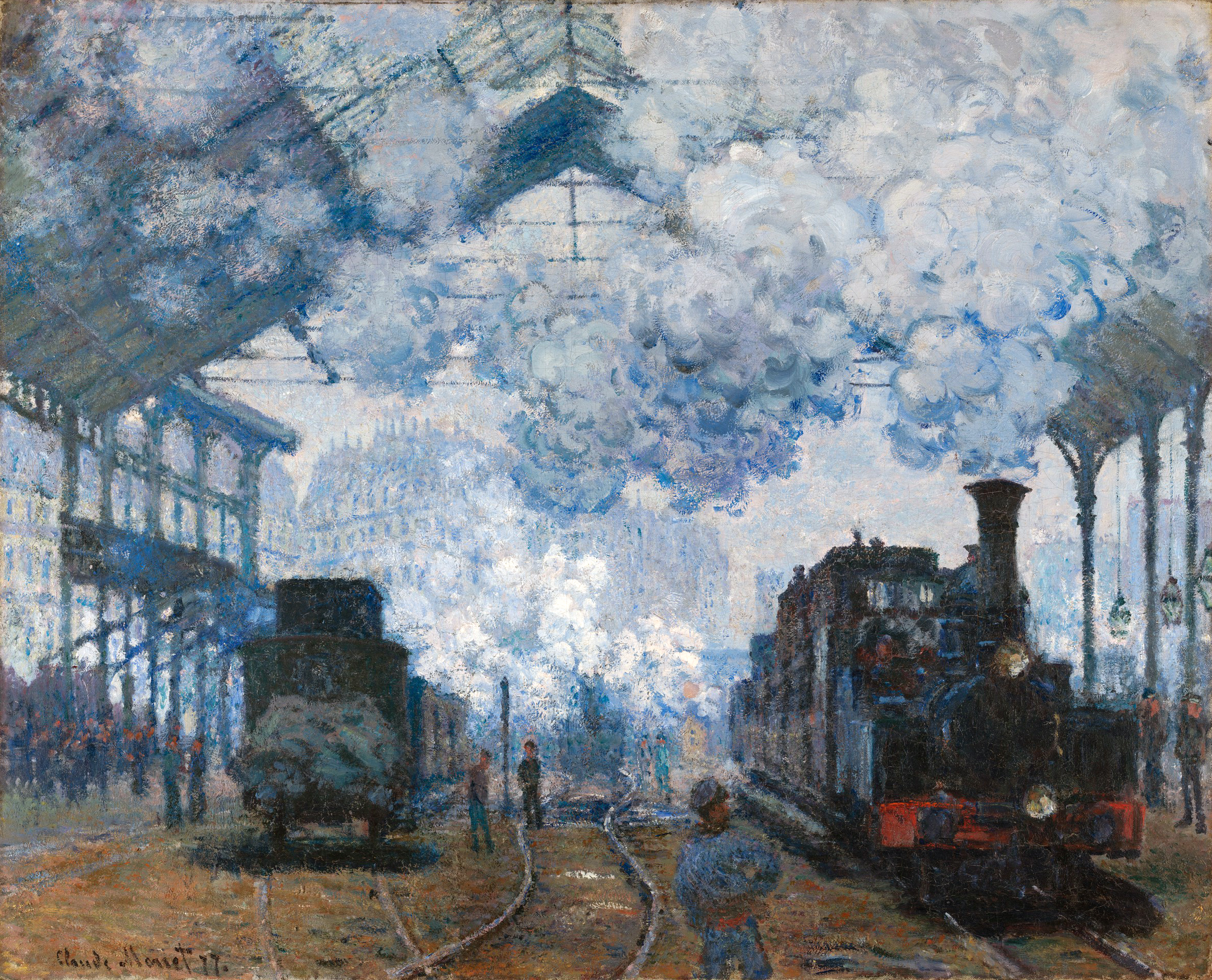
Claude Monet, Dworzec Saint-Lazare, 1877
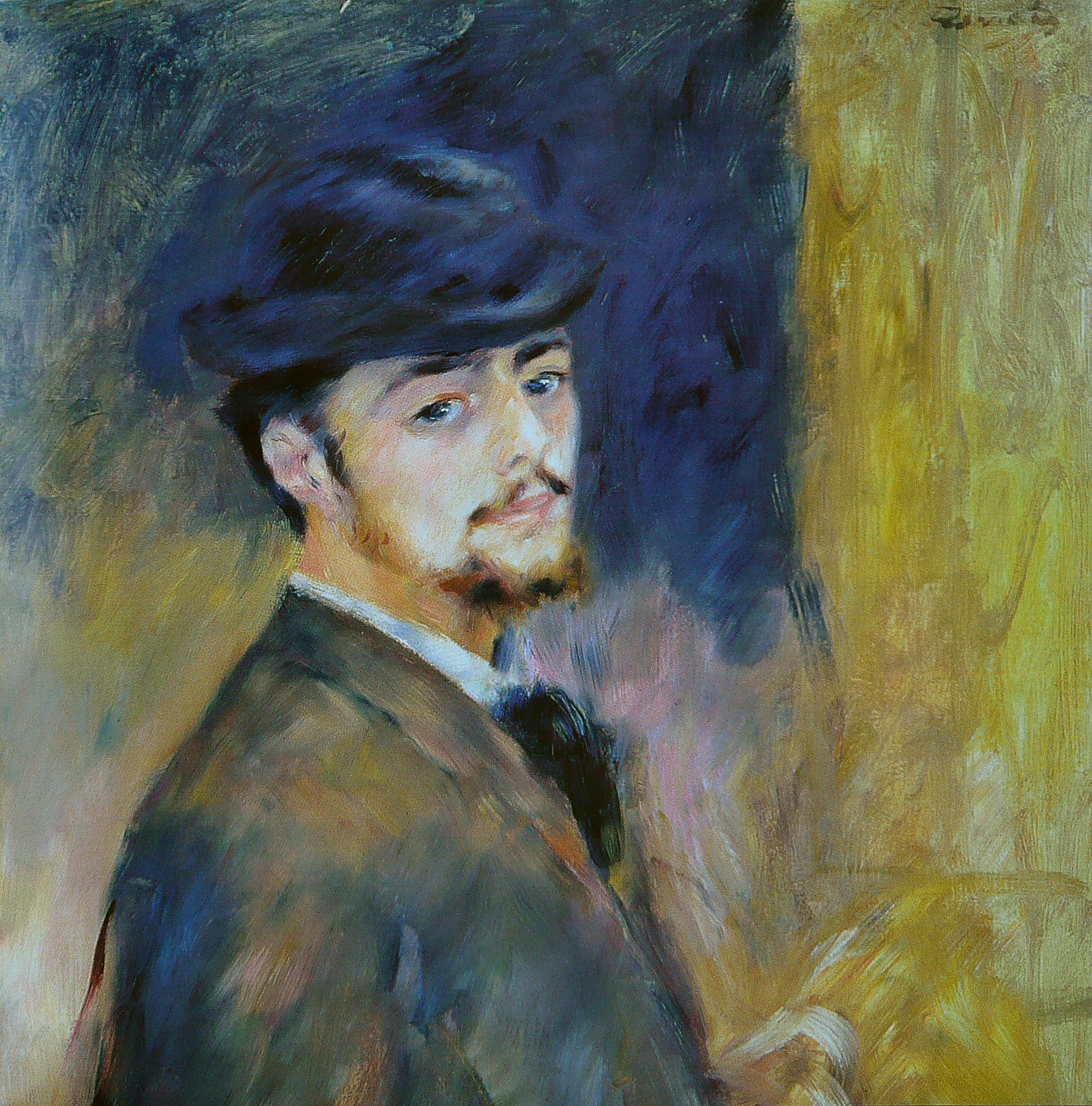
Pierre-Auguste Renoir, Autoportret w wieku 35 lat, 1876
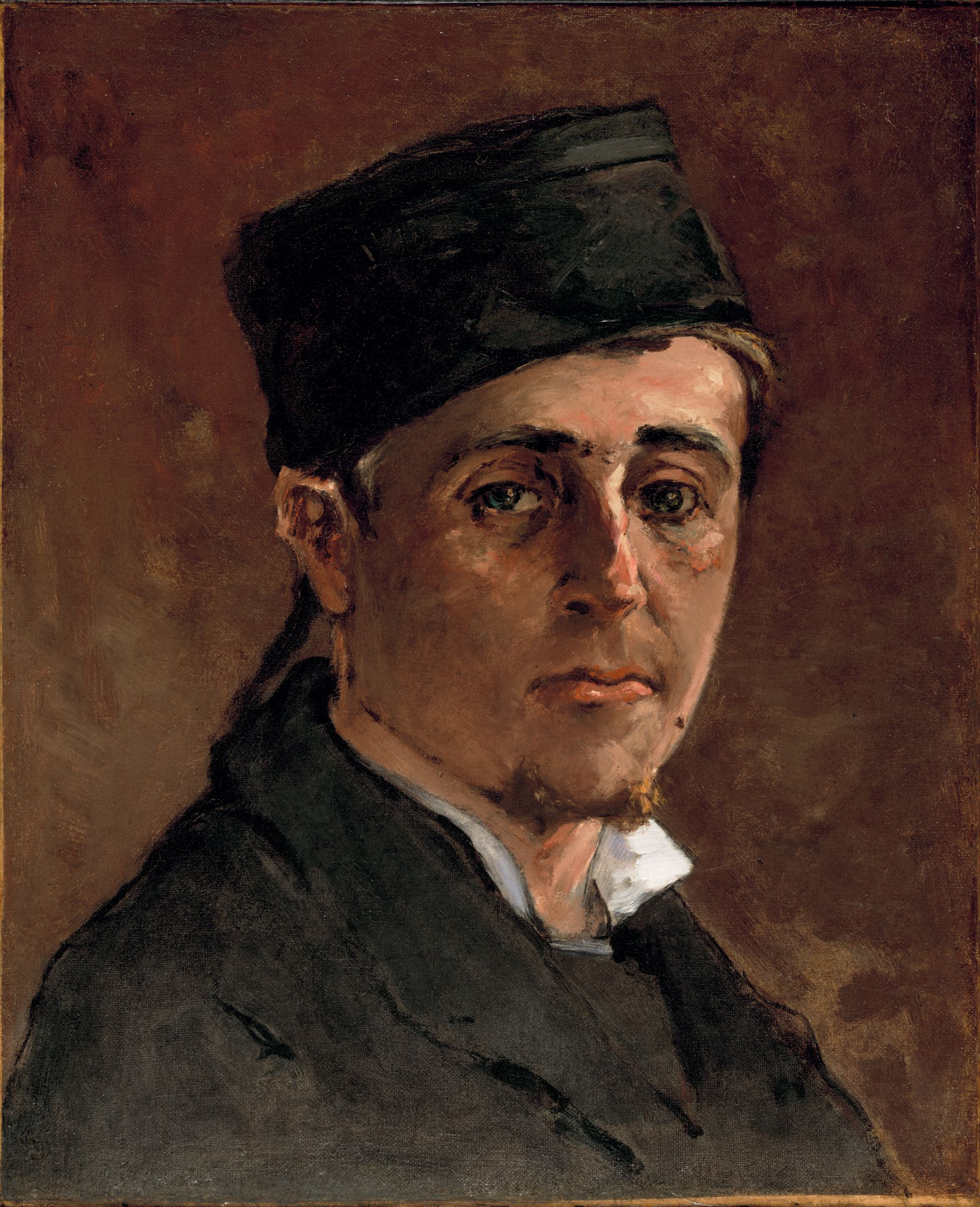
Paul Gauguin, Autoportret, ok. 1875-1877
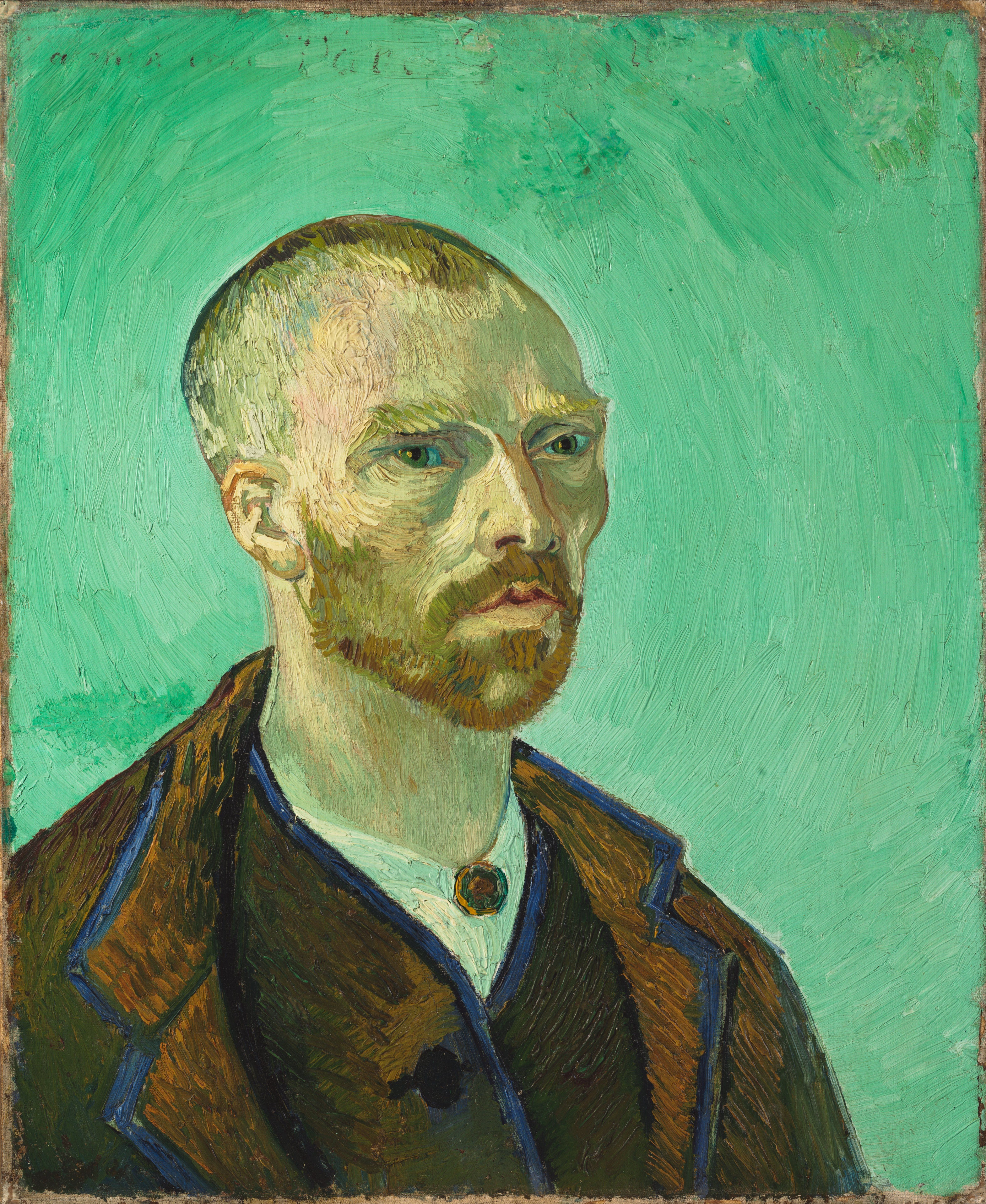
Vincent van Gogh, Autoportret, 1888

#### Malarstwo amerykańskie

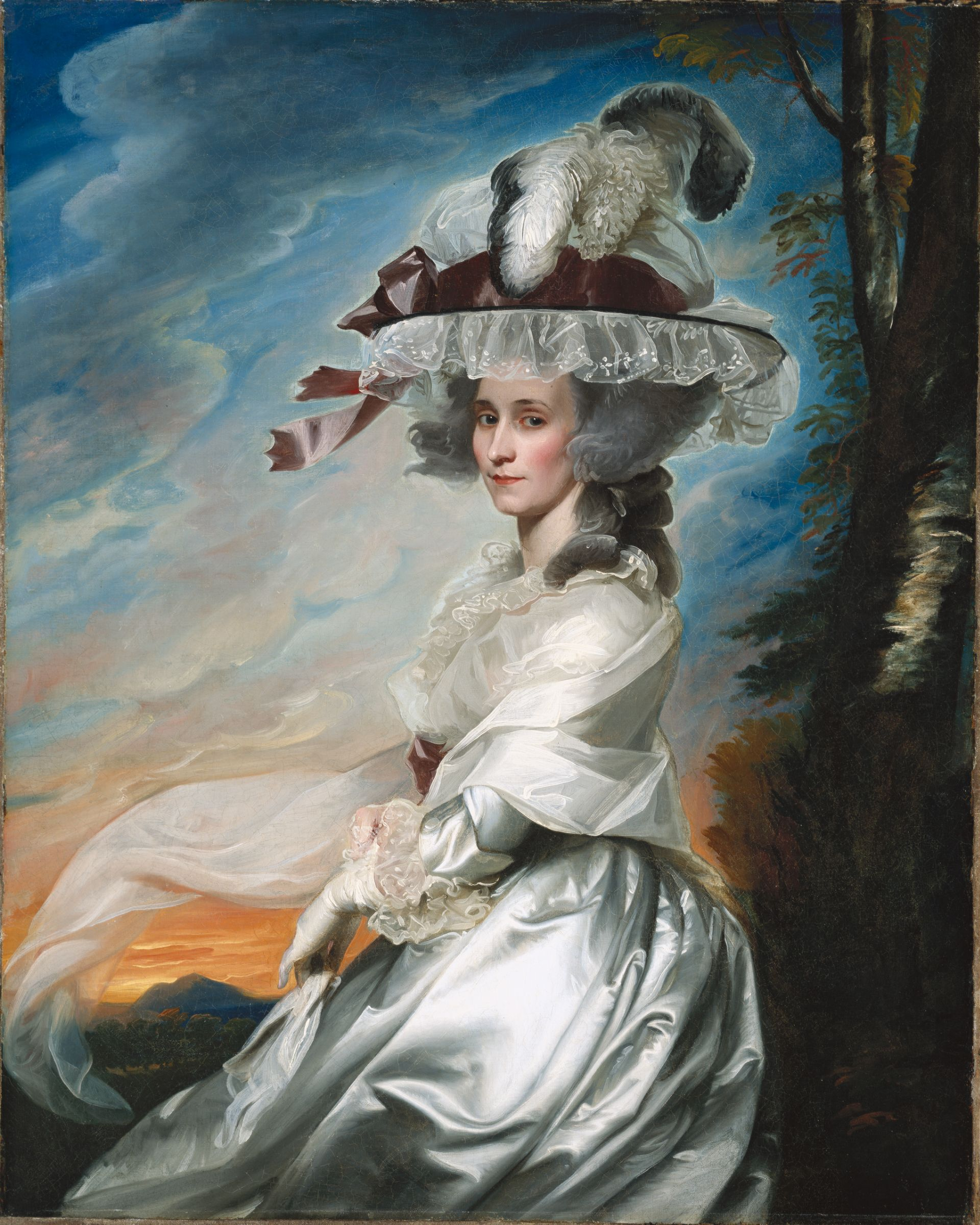
John Singleton Copley, Pani Daniel Denison Rogers (Abigail Bromfield), 1784
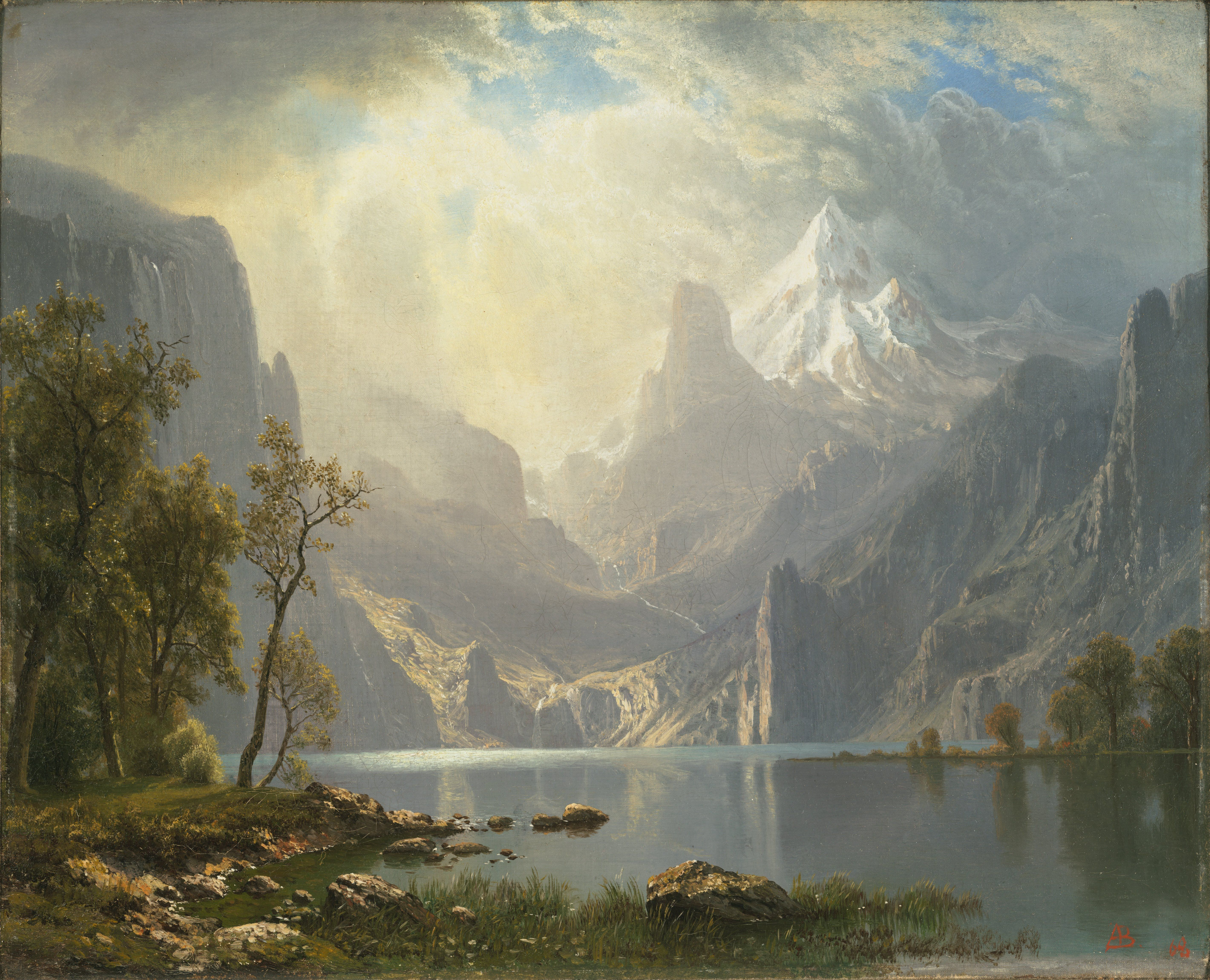
Albert Bierstadt, W Sierras, 1868
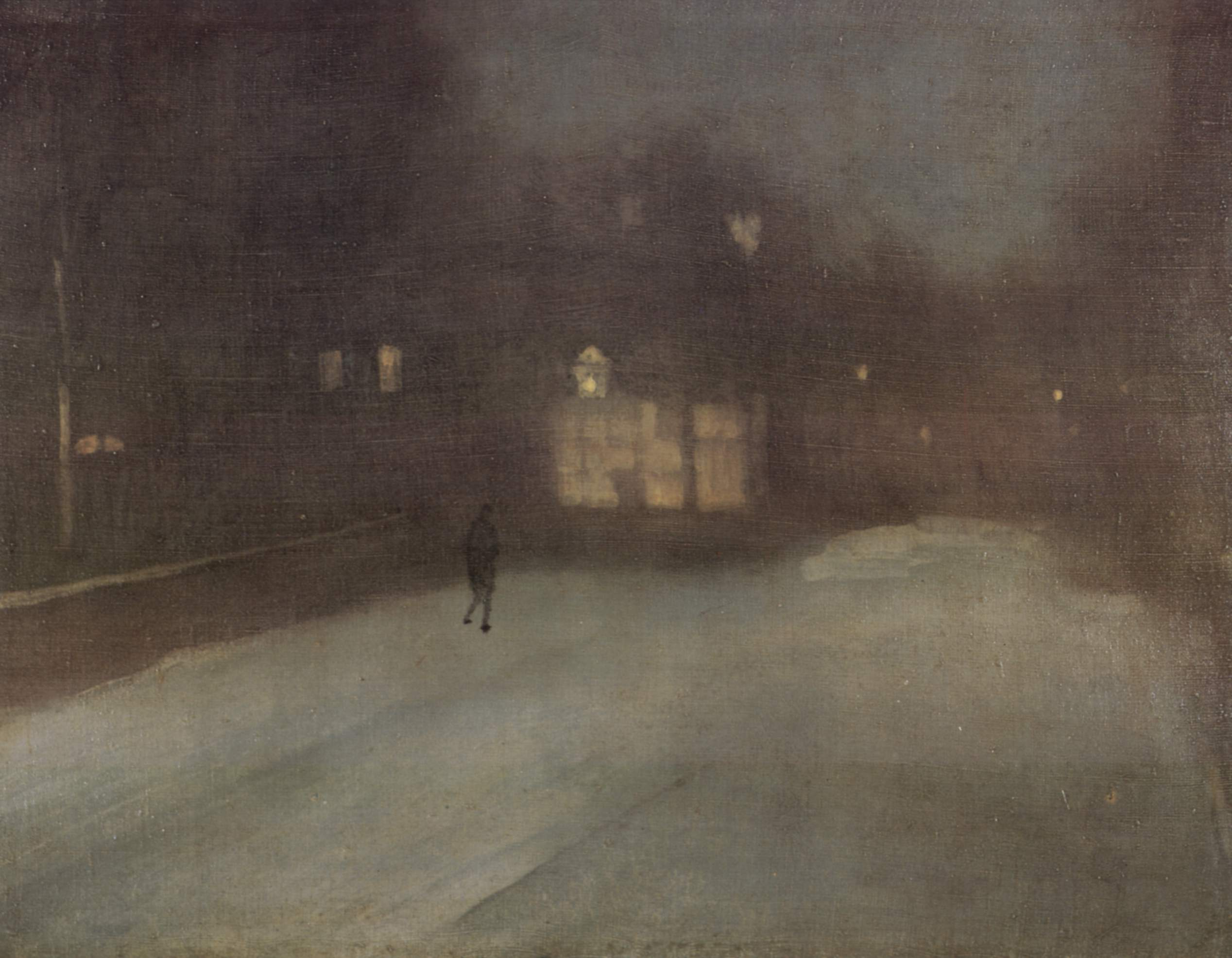
James McNeill Whistler, Nokturn w szarości i złocie, śnieg w Chelsea, 1876
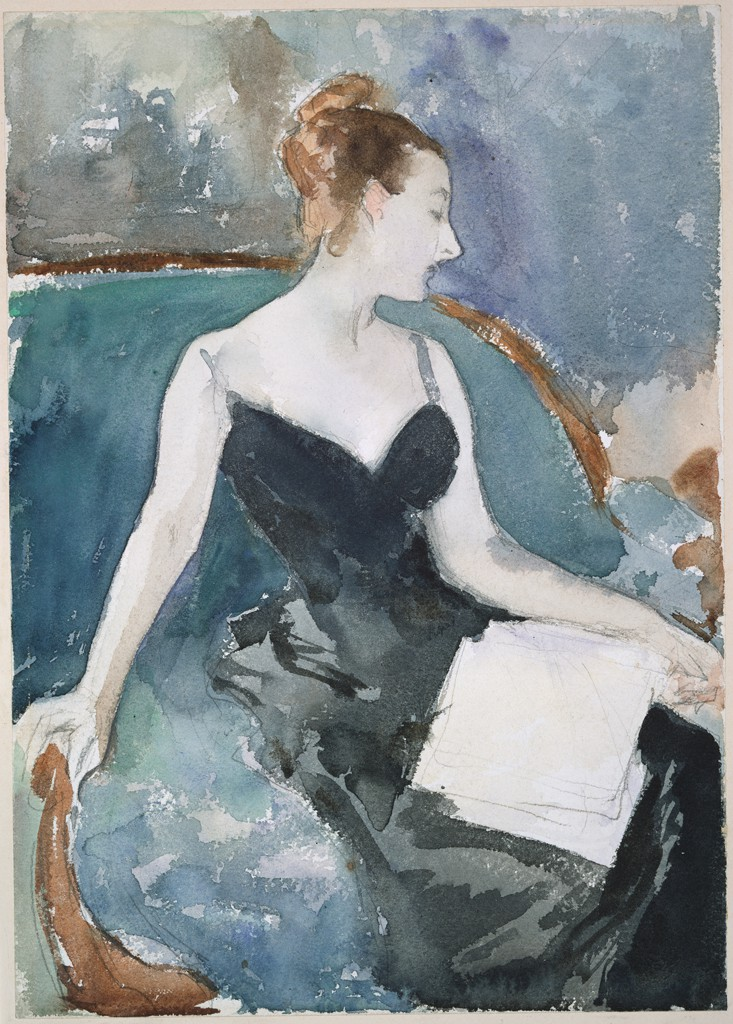
John Singer Sargent, Madame Gautreau (Madame X), ok. 1883
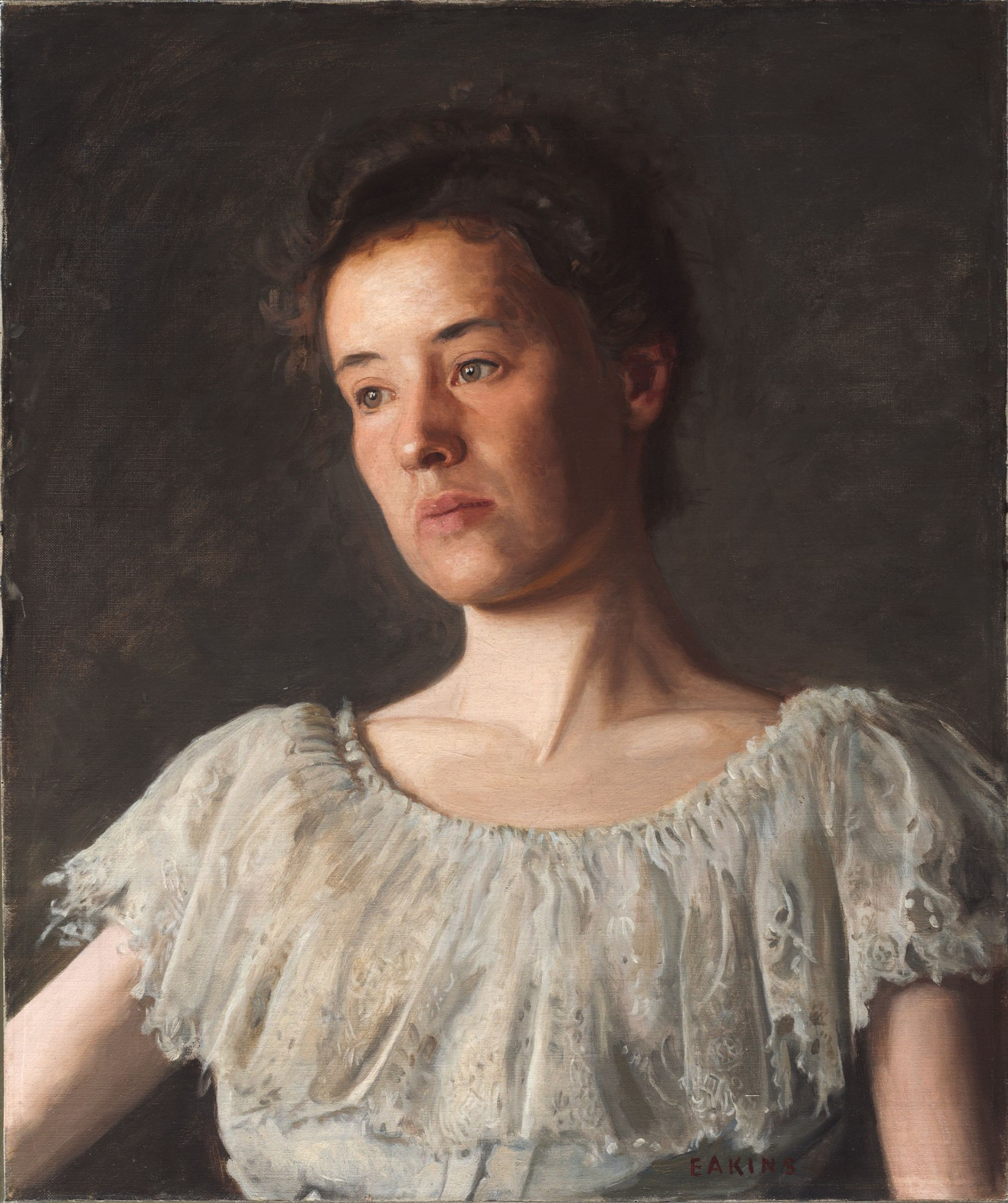
Thomas Eakins, Panna Alice Kurtz, 1903

#### Rysunki
Galeria rysunków Fogg Museum zawiera 12 000 prac, w tym renesansowe projekty mebli artystycznych i przedmiotów i tzw. Goldsmith’s Designs – rysunki wykonane przez Michała Anioła czarną kredą, przedstawiające lampy naftowe.

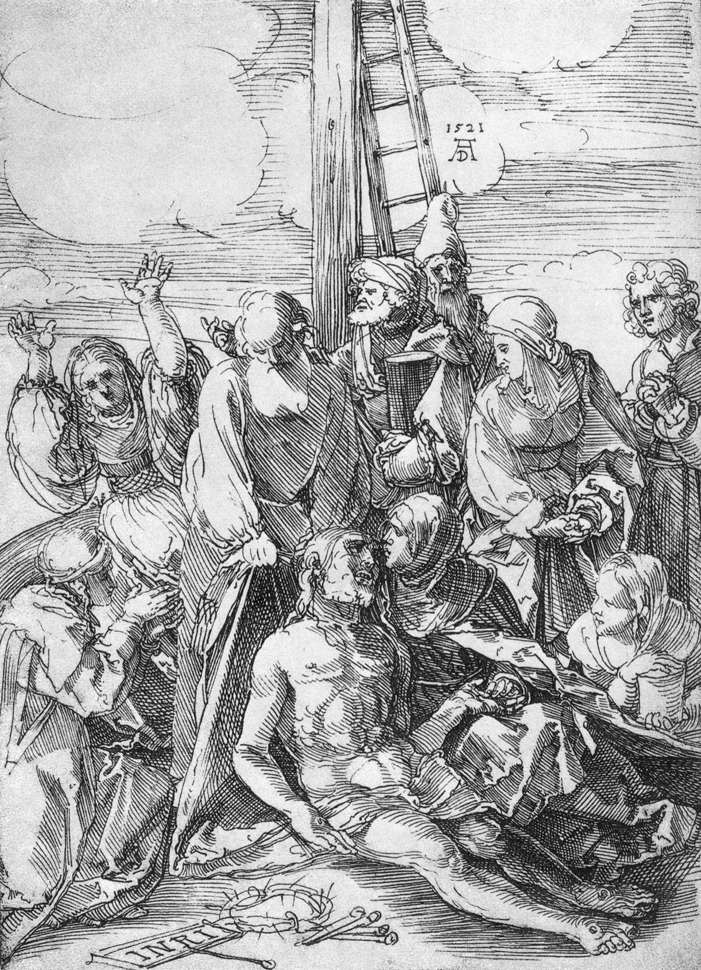
Albrecht Dürer, Lamentacja, 1521
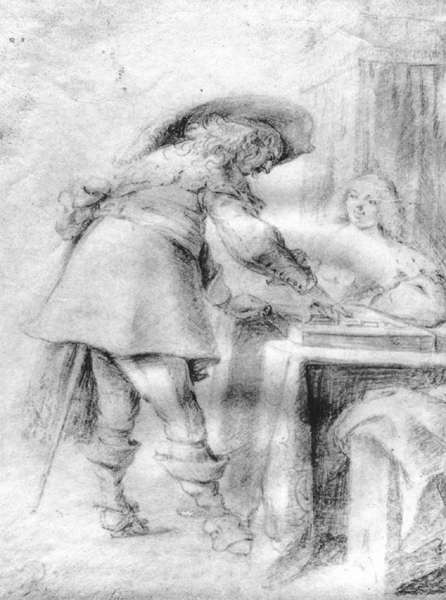
Anthonie Palamedesz, Para grająca w tryktraka, między 1635 a 1641
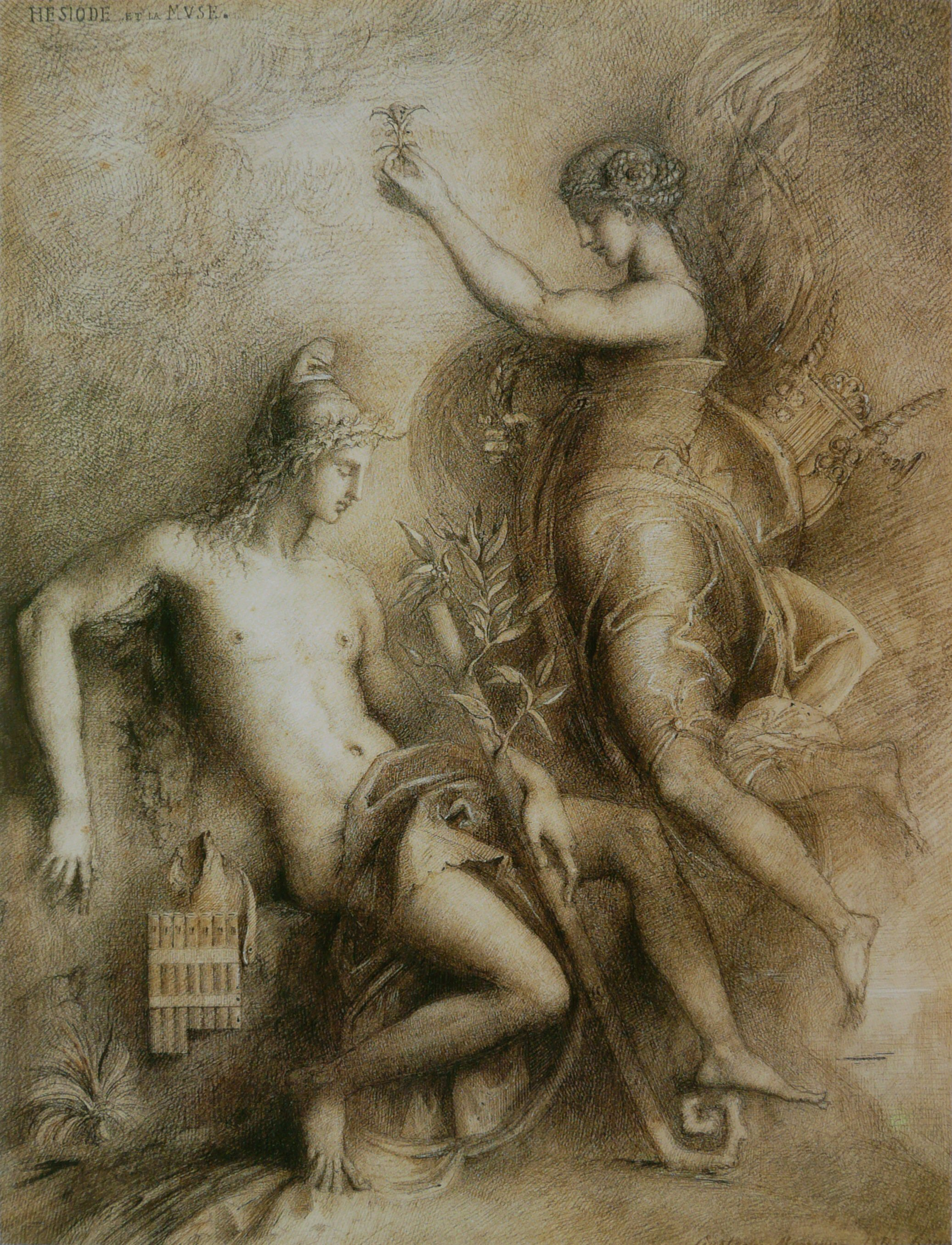
Gustave Moreau, Hezjod i Muza, 1857
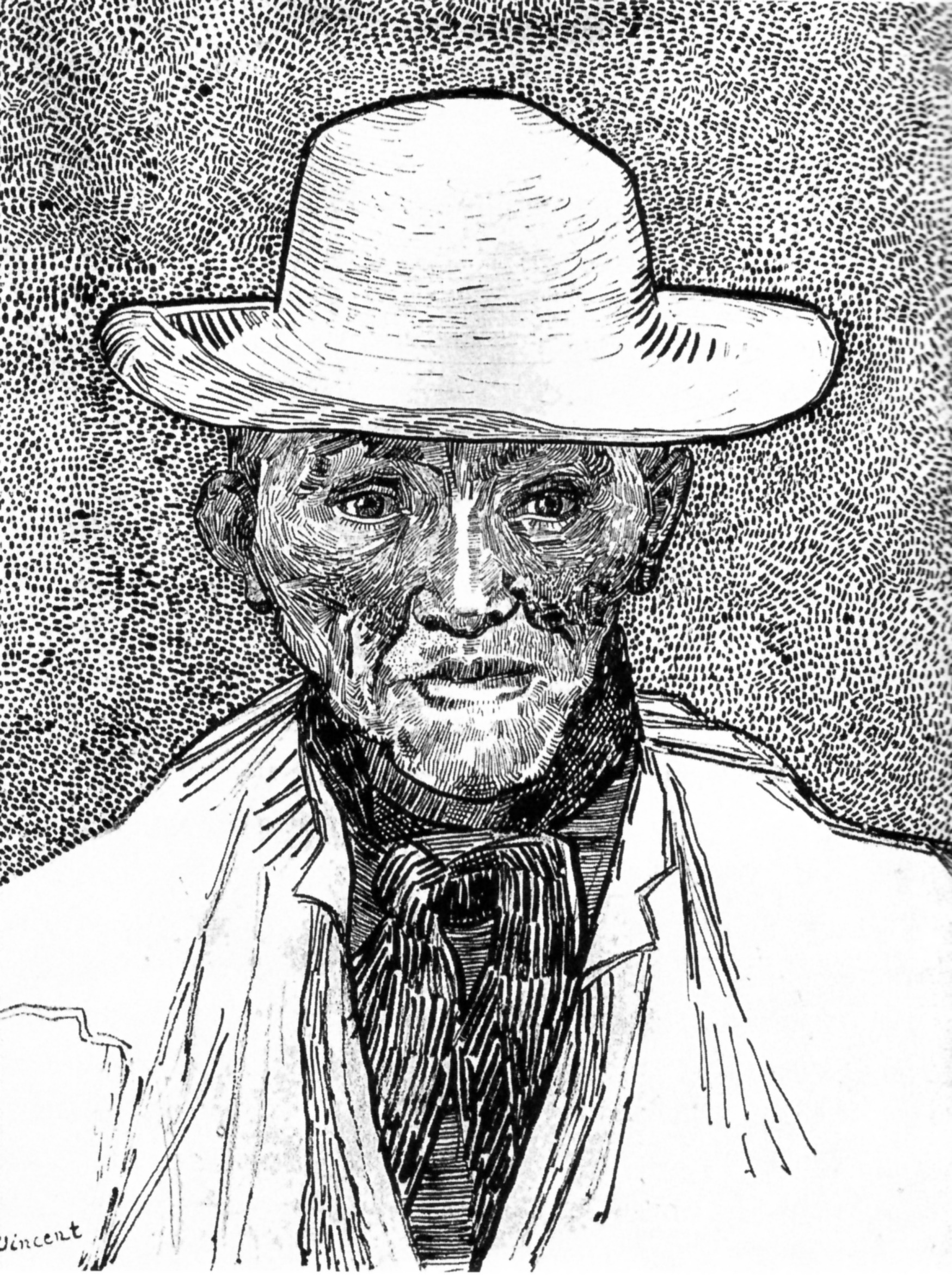
Vincent van Gogh, Chłop w słomkowym kapeluszu, 1888
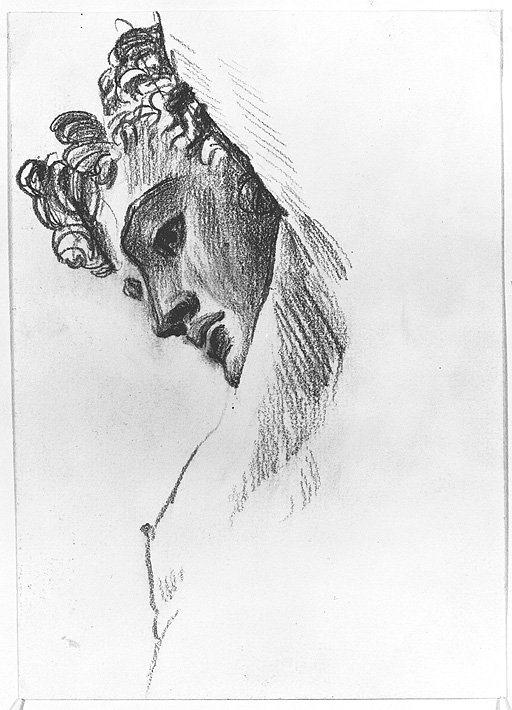
John Singer Sargent, Głowa Perseusza Celliniego, ok. 1909–1910